# Glacier Lamé
Le glacier Lamé est un glacier secondaire des îles Kerguelen dans les Terres australes et antarctiques françaises. Il est situé  au nord de la péninsule Rallier du Baty sur la Grande Terre.

## Toponymie
Le nom du glacier a été donné en 1961 par le glaciologue Albert Bauer en hommage au mathématicien français Gabriel Lamé (1795-1870).

## Géographie
Le glacier Lamé est séparé par une crête, à l'ouest, du glacier Chasles. Long d'environ un kilomètre, exposé au nord-est et s'épanchant dans la même direction, il alimente la rivière Chasles qui, après avoir traversé le lac Mire-Moch', se jette dans le fjord des Portes Noires débouchant dans la baie de la Table.